# 바람개비 은하
바람개비 은하 (영어: Pinwheel Galaxy) 또는 메시에 101(Messier 101)은 지구에서 큰곰자리 방향으로 약 2,100만 광년 떨어진 곳에 위치한 정면향 나선 은하이다. M101 또는 NGC 5457이라고 불리기도 한다. 피에르 메셍이 1781년 3월 27일에 처음 발견한 후 샤를 메시에가 메시에 목록의 최종본에서 그 위치를 확인하고 수록하였다.
NASA와 유럽우주국가 2006년 2월 28일 바람개비 은하를 매우 상세히 담은 영상을 공개했다. 당시 허블 우주 망원경이 촬영한 은하 사진 중에서 가장 크고 상세한 것이었다. 허블 우주망원경이 51회 촬영한 사진에 별도의 지상망원경이 촬영한 사진 몇장을 이어붙인 형태이다.
2011년 8월 24일, la형 초신성 SN 2011fe가 M101에서 발견되었다.

## 발견
피에르 메셍은 메시에 101을 발견하면서 이것을 "별이 없는 성운, 매우 희미하면서 직경이 6'에서 7'정도로 꽤나 크고, 목동의 왼손과 큰곰의 꼬리 사이에 있음. 철사에 빛을 비출 때 구분하기 어렵다"고 설명했다.
윌리엄 허셜은 1784년에 "…나의 7, 10, 20피트짜리 (초점길이) 반사경으로 얼룩 형태의 성운 같은 것이 보였다. 나는 그것이 분해 가능한 것이라고 본다. 그렇기에 현재 내 망원경은 추측컨데 별들로 구성된 모습을 보여줄 수 있을 것이라 생각한다"라고 글귀를 남겼다.
로스 경은 19세기 후반에 직경 72인치 뉴턴식 반사망원경으로 M101을 관측했다. 그는 최초로 M101의 나선 구조에 대해 본격적으로 기록하였으며 여러 스케치 자료를 남겼다.
오늘날 장비로 나선구조를 관찰하기 위해서는 매우 맑은 날 꽤나 큰 장비에 저배율 아이피스가 필요하다.

## 구조 및 조성

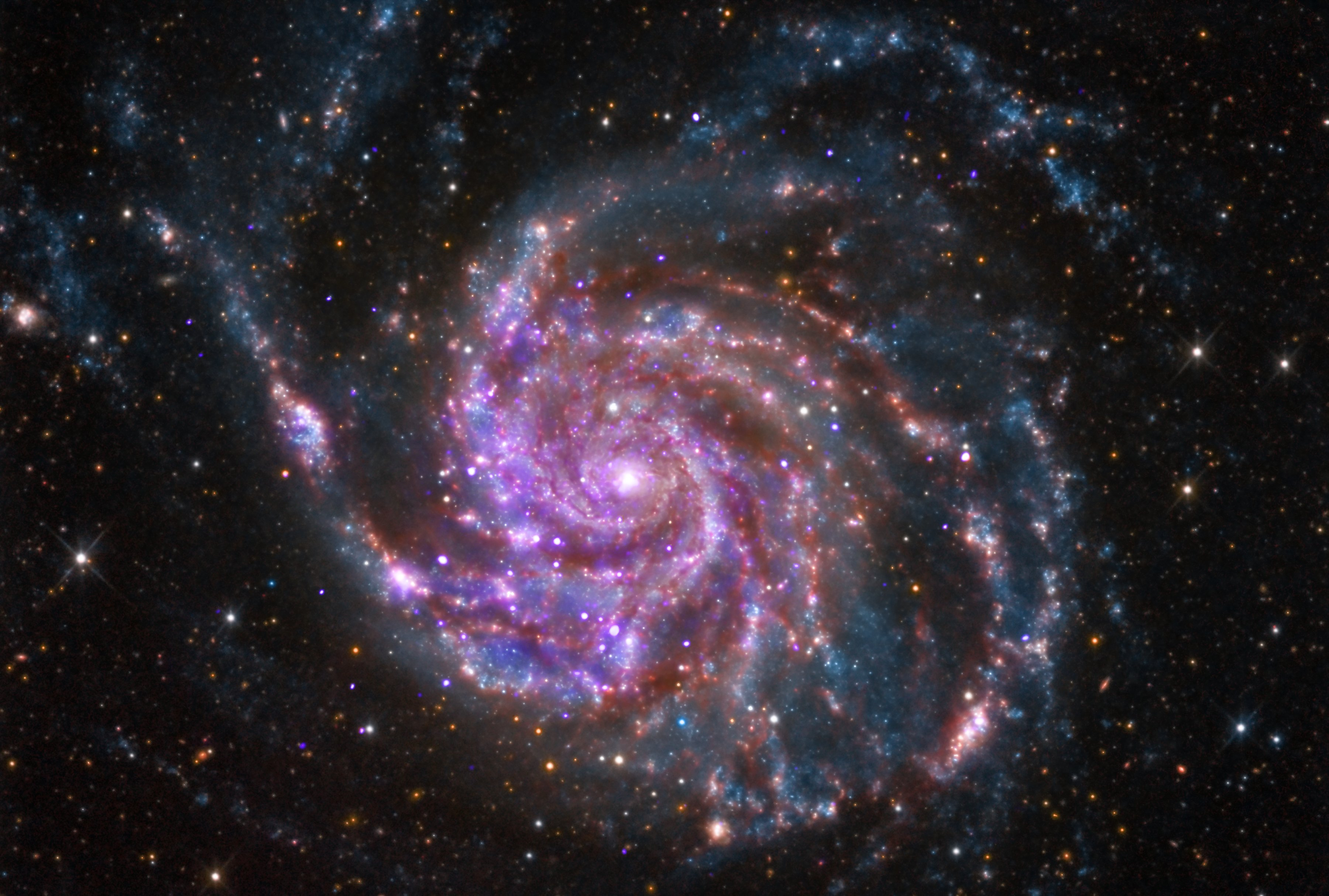
적외선, 가시광선, 엑스선 영상을 합성한 M101 사진.

M101은 직경이 약 100,000 광년인 우리 은하와 비교했을 때 직경이 약 170,000 광년으로 매우 큰 은하이다. 별을 약 1조 개 포함하고 있는데, 이는 우리 은하의 두 배보다 좀 더 많은 정도다. 원반의 질량은 약 1,000억 태양질량이며, 중심의 작은 팽대부는 약 30억 태양질량에 달한다.
M101은 H II 영역이 풍부하다. H II 영역 대부분은 매우 크고 밝은데, 보통 수소 분자로 이루어진 대규모 고밀도 구름을 끼고 있으며 이것들이 자체 중력으로 수축하여 별을 형성한다. 또 극도로 밝고 뜨거운 어린 항성들이 많아서 이온화되어 있다. M101에서 이 영역들은 뜨거운 초대형 거품(superbubble)을 형성할 정도다. 1990년에 착수된 한 연구에서는 이 은하의 H II 영역 1,264개가 목록화 되었다. 여기서 세 개는 특출나서 신판일반목록에 수록될 정도다. 이것들에게 NGC 번호는 각각 5461, 5462, 5471이 주어졌다.
여러 동반 은하와의 조석 상호작용 때문에 형태가 비대칭적이다. 또 이러한 중력 상호작용은 성간 기체수소를 압축하여 여러 자외선 영상에서 확인할 수 있듯 M101의 나선팔에서 강렬한 항성 생성 활동을 유발하기도 한다.
M101에 위치한 엑스선 방출원 P98이 2001년에 찬드라 엑스선 관측선을 통해 초발광 엑스선 방출원인 것으로 확인되면서 M101 ULX-1이라는 명칭이 주어졌다. ULX는 홑별보다 훨씬 더 밝지만, 은하 전체보다는 어둡다. 2005년에는 허블우주망원경과 XMM뉴턴 망원경이 수행한 관측으로 그 광학 실체가 드러나기도 했다. 관측에 따르면 M101 ULX-1은 엑스선 쌍성이 유력하다고 한다. 후일 착수된 여러 관측에서는 예측된 여러 모형과는 다르게 고작 20에서 30 태양질량 밖에 되지 않는 블랙홀이 이론보다 더 빠른 속도로 (포획한 항성풍까지 포함한)물질을 흡수하고 있다고 한다.

## 동반 은하
M101의 주요 동반 은하로는 NGC 5204, NGC 5474, NGC 5477, NGC 5585, 홀름베리 IV로 다섯 개 있다. 상기한 바와 같이, M101과 이 위성 은하들 사이의 중력 상호작용이 M101의 미형 grand design 패턴의 생성 원인인 것으로 보인다. 또 M101은 동반 은하인 NGC 5474의 외양을 흩뜨려 놓은 원인으로 추정된다. M101과 동반 은하들은 M101 은하군의 (질량의) 거의 대부분을 차지한다.

## 초신성
2011년 8월 24일에 1a형 초신성 SN 2011fe가 M101에서 발견되었다. 처음 붙여진 명칭은 PTF 11kly였다. 이 초신성의 겉보기 등급은 발견 당시 +17.2 등급이었다가 최대 광도일 때 +9.9 등급에 이르렀다. 이 초신성은 M101에서 관측된 네번째 초신성이었다. 첫 초신성 SN 1909A는 막스 볼프가 1909년 1월에 발견하였고 +12.1 등급까지 밝아졌었다. SN 1951H는 1951년 9월에 +17.5 등급까지 밝아졌고 SN 1970G는 1970년 1월에 +11.5 등급에 이르렀다. 2015년 2월 10일에는 M101 OT2015-1이라는 발광적색신성luminous red nova이 M101에서 발견되었다. 또한, +11.7등급의 SN 2023ixf가 폭발하였다.

## 사진

8인치 SCT(샌디에이고)으로 촬영한 M101.
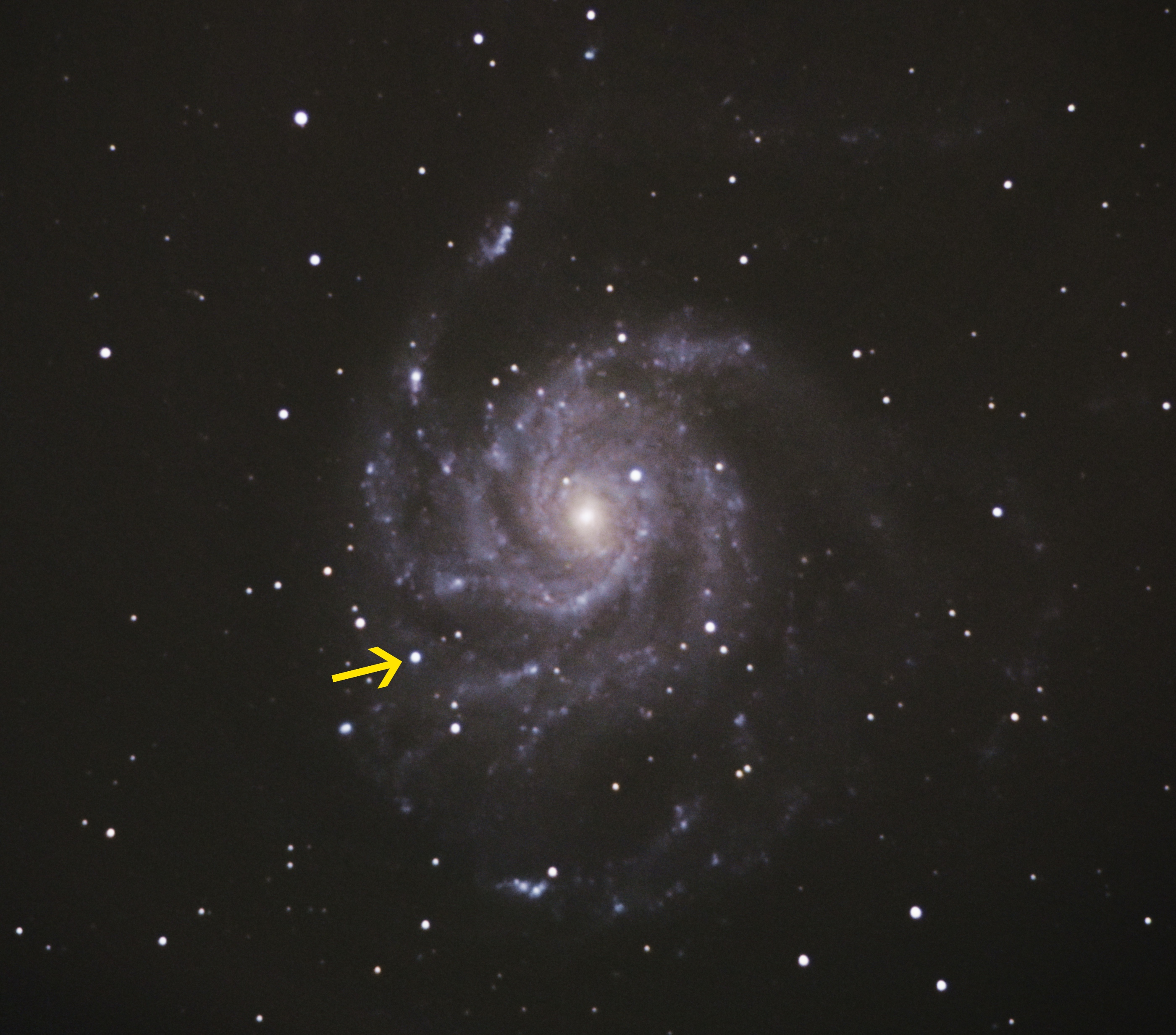
1a형 초신성 SN 2011fe이 표시된 M101.
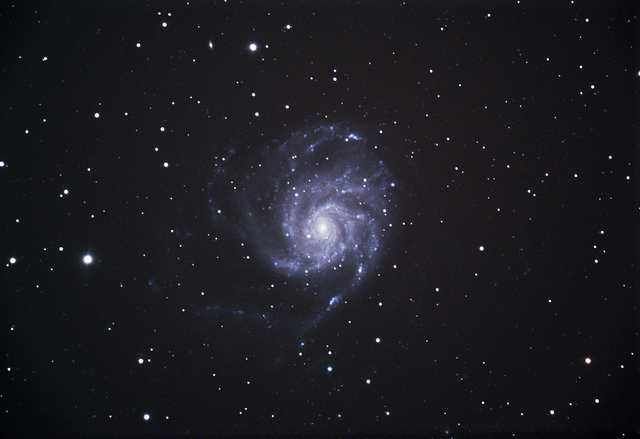
아마추어 장비로 촬영한 M101.

## 같이 보기
- 메시에 74 - 비슷한 정면나선은하
- 메시에 83 - 비슷한 정면나선은하
- 메시에 99 - 비슷한 정면나선은하
- 삼각형자리 은하 - 종종 "바람개비 은하"라고 불리기도 하는 은하